# Point Reyes Lighthouse
Das Point Reyes Lighthouse, auch als Point Reyes Light oder Point Reyes Light Station bekannt, ist ein Leuchtturm an der kalifornischen Pazifikküste auf der Halbinsel  Point Reyes in Marin County nordwestlich von San Francisco. Es wird als historisches Bauwerk im National Register of Historic Places geführt und war ein wichtiger Drehort in dem Film The Fog – Nebel des Grauens.

## Standort und Gestaltung
Der Standort von Point Reyes Lighthouse im National Seashore ist der windigste Ort der nordamerikanischen Pazifikküste und hat nach Nantucket die zweithöchste Auftretenswahrscheinlichkeit für Nebel in Nordamerika. Bei besonders starkem Nebel kann die Sicht auf wenig mehr als drei Meter sinken. Insbesondere im Sommer kann der Nebel wochenlang anhalten und das felsige Kap verbergen. Für Schiffe, die in die Bucht von San Francisco oder aus ihr herausfahren, stellt das 15 Kilometer in den Pazifik hinausragende Kap daher ein besonderes Gefahrenmoment dar. Nach 60
Schiffsuntergängen nahe Point Reyes wurde 1855 entschieden, am Kap einen Leuchtturm zu bauen.
Der am äußersten westlichen Ende der dreieckig geformten Halbinsel stehende Leuchtturm war für eine Belegschaft von vier Mann ausgelegt. Point Reyes Lighthouse weist eine 16-eckige, aus geschmiedeten Eisenplatten bestehende Struktur auf, die mit dem darunterliegenden Fels verschraubt ist. Diese Bauform ist identisch mit derjenigen des Leuchtturms bei Cape Mendocino, der 1869 in Betrieb genommen wurde.
Das Leuchtfeuer befindet sich in elf Meter Höhe, während die Fokalebene 88 m über dem Meeresspiegel liegt. Des Weiteren hatte Point Reyes Lighthouse ein Nebelhorn. Die Unterkünfte für die Belegschaft, in der Regel der Leuchtturmwärter und drei Arbeiter, befanden sich auf dem Felsplateau rund 800 Meter entfernt. 304 Stufen führten hinunter zum Point Reyes Lighthouse. Das Gebäude für das Nebelhorn befand sich 50 Meter unterhalb des Leuchtturms, weitere 338 Stufen führten zu ihm hinab. 1934 wurde das Nebelhorn in ein kleines Gebäude direkt neben dem Leuchtturm versetzt.
Die Wetterbedingungen an Point Reyes sind extrem. Für gewöhnlich herrschen Winde mit 60 km/h vor, und es gibt pro Jahr mehr als 2100 Stunden Nebel. In den Logbüchern wird berichtet, dass der Nebel einst während 176 Stunden – über eine Woche – anhielt und in dieser Zeit 24.500 Pfund Kohle benötigt wurden, um das Nebelhorn in Betrieb zu halten.

## Geschichte

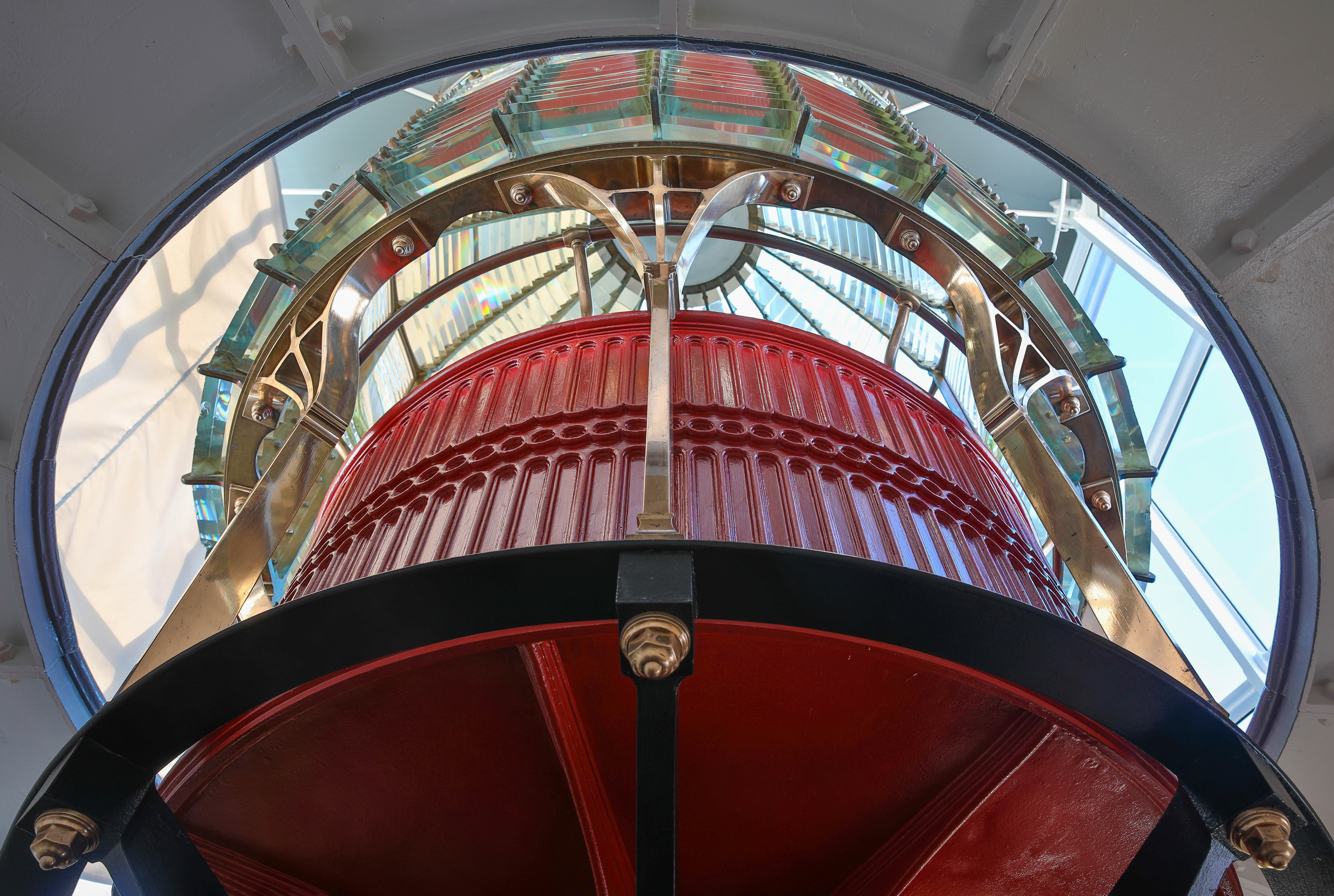
Im Leuchtturm unter der Fresnel-Linse

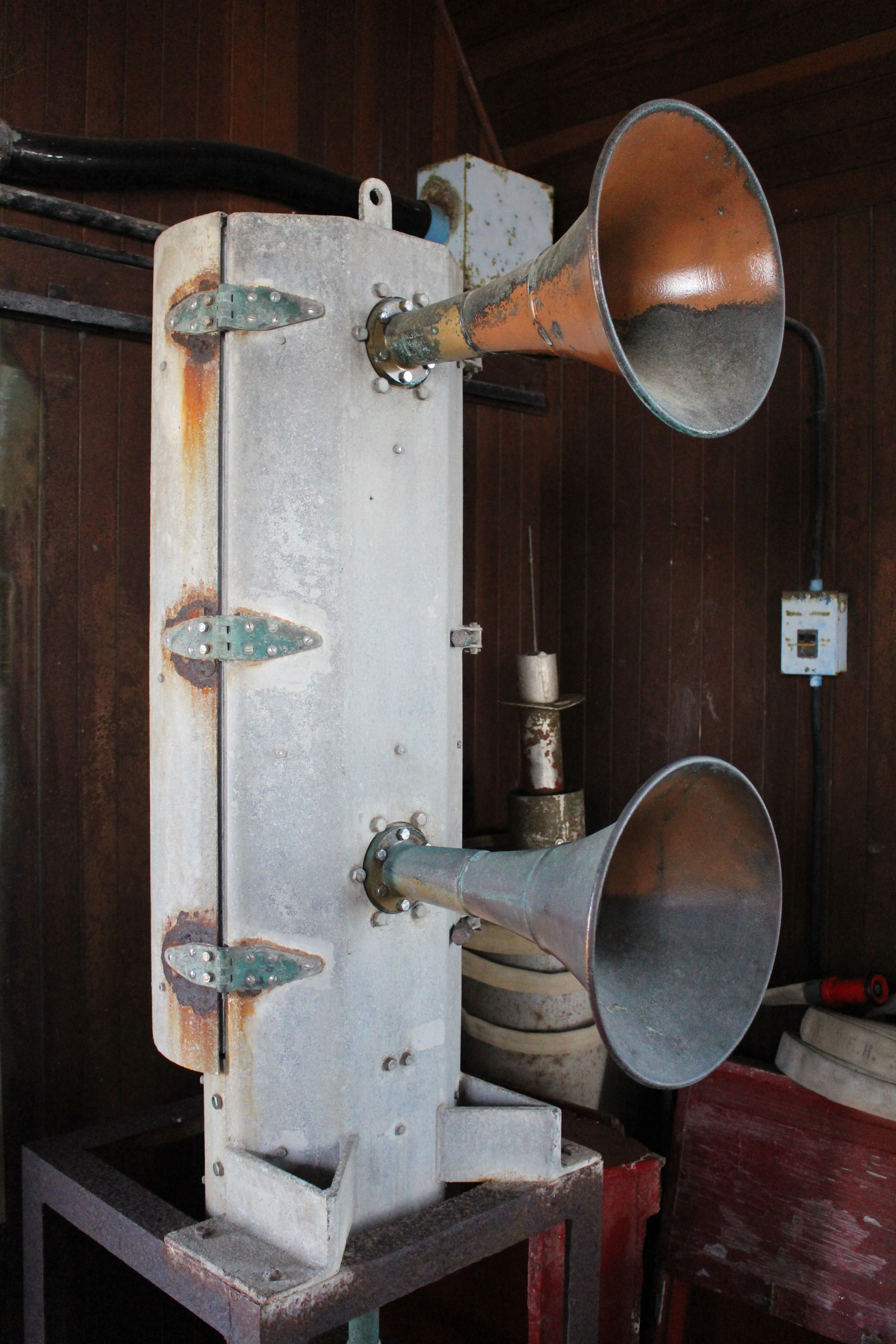
Ein „Supertyphon“-Nebelhorn, das bis zur Automatisierung 1975 in Betrieb war

Bereits 1855 war der Bau eines Leuchtturms in Point Reyes beschlossen worden. Die Konstruktion verzögerte sich um Jahre, weil mit den Landeigentümern lange Zeit keine Einigung über den Kaufpreis des Geländes erzielt werden konnte. Allein in dieser Zeit sanken 14 Schiffe nahe dem Kap. Die 2700 Kilogramm schwere Fresnel-Linse sowie die mechanischen Bauteile für den Leuchtturm wurden 1867 in Frankreich von der Firma Barbier und Fenestre gefertigt. Die Baumaterialien wurden per Schiff in die Drakes Bay geliefert. Der weitere Transport auf das 180 Meter hohe Felsplateau wurde mit Ochsenkarren bewerkstelligt. Um den Leuchtturm unterhalb der Hochnebelzone aufzustellen, wurde 90 Meter unterhalb der Kaphöhe mittels Dynamitsprengungen ein Bauplatz eingeebnet. Dies war bei dem zuvor in den nahen Marin Headlands gebauten Leuchtturm Point Bonita nicht beachtet worden, weswegen er nach einigen Jahren an eine niedrigere Stelle verlegt werden musste.
Durch diese Verlagerung änderte sich auch der ursprüngliche Bauplan. Statt eines zweigeschossigen Wohngebäudes mit einem integrierten Turm auf Kaphöhe, wie zeitgleich bei Old Point Loma und Point Pinos Lighthouse verwirklicht, wurde der Leuchtturm nun von den Wohngebäuden getrennt an exponierter Lage im Fels allein verankert. Point Reyes Lighthouse wurde am 1. Dezember 1870 in Dienst gestellt. Im Betrieb vollzog die Linse alle zwei Minuten eine Umdrehung, so dass ein Schiff alle fünf Sekunden das Lichtsignal aufblitzen sah.
Trotz des Leuchtturms sammelten sich in den Folgejahren an der Küste von Point Reyes weitere Wracks. 1890 erfolgte nördlich des Leuchtturms der Bau einer Seenotrettungsstation. Diese wurde 1927 durch die 4,5 Kilometer ostwärts gelegene Point Reyes Lifeboat Station ersetzt. Sie war bis 1968 in Betrieb und ist heute ein National Historic Landmark. 1901 baute der National Weather Service wegen der außergewöhnlichen Wetterbedingungen und für Sturmwarnungen am Beginn der Treppen zum Leuchtturm eine Wetterstation.
Beim San-Francisco-Erdbeben von 1906 wurde die Halbinsel innerhalb einer Minute um mehr als fünf Meter nach Norden verschoben, ohne dass der Leuchtturm Schäden davontrug. Lediglich die Fresnel-Linse wurde aus ihrer Fassung gehoben. Nach einer dreizehnminütigen Reparatur war das Signalfeuer wieder funktionsfähig.

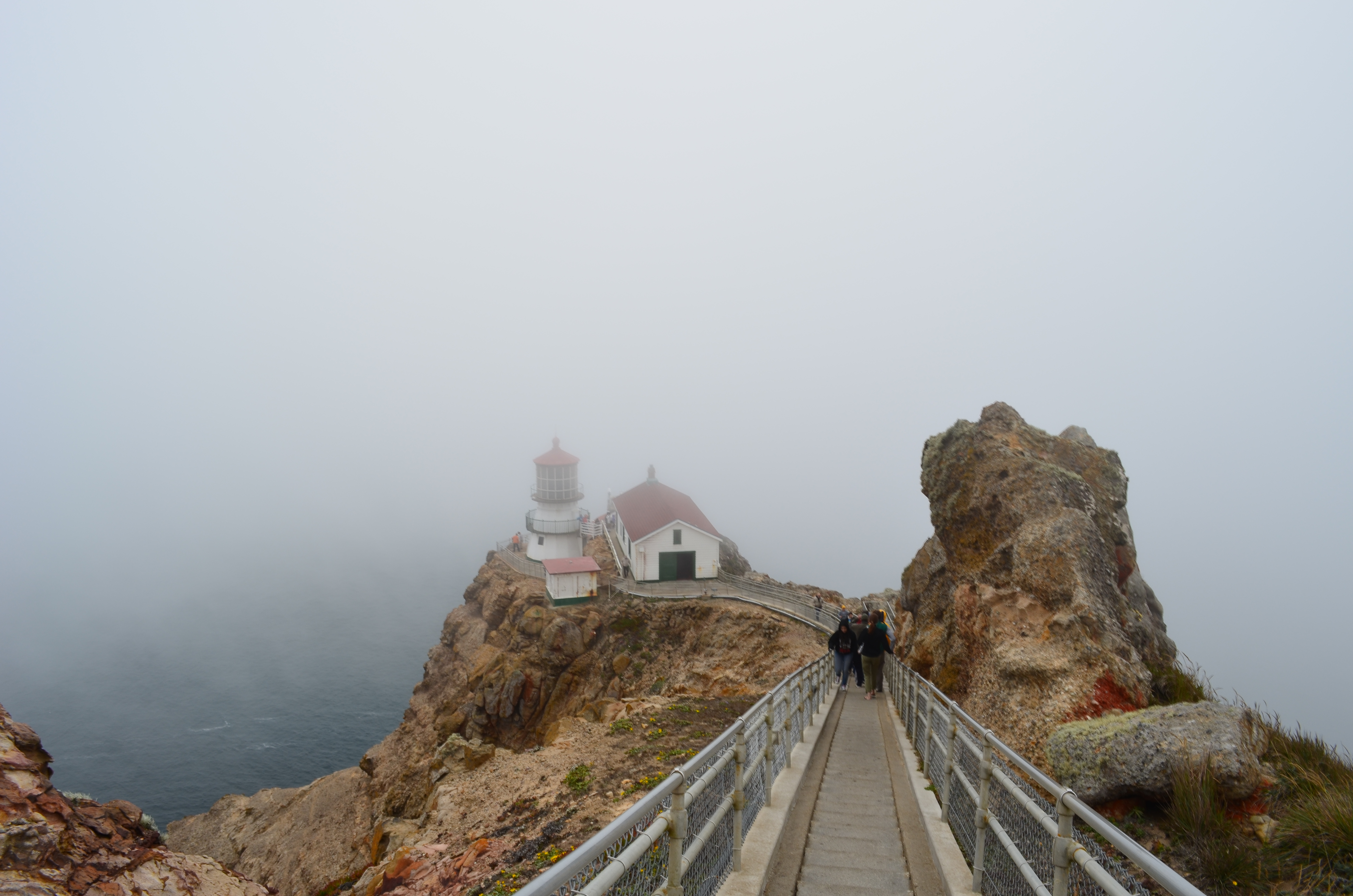
Point Reyes Lighthouse im Nebel

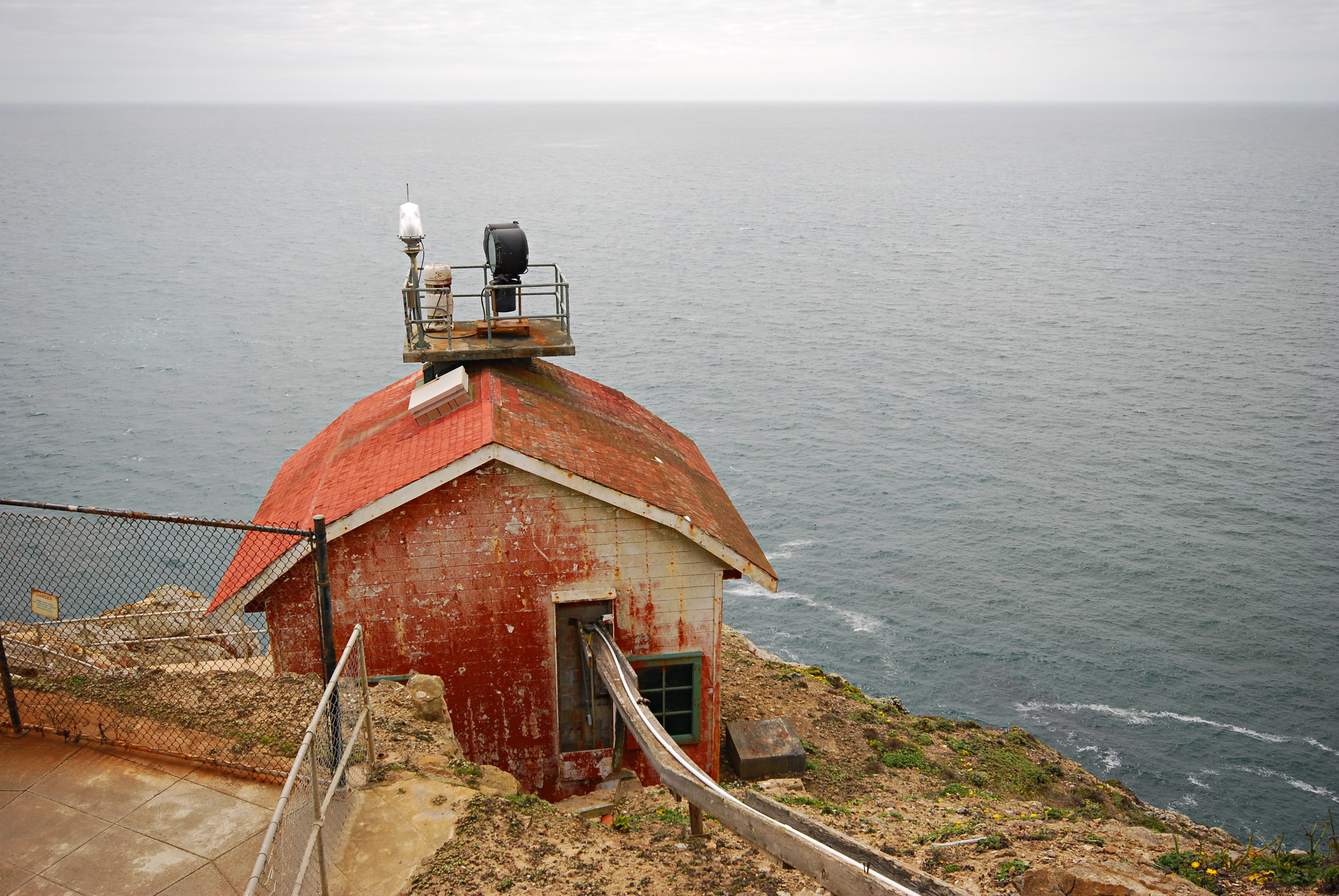
Heutiges Leuchtfeuer und Nebelhorn direkt neben dem alten Leuchtturm

Die Elektrifizierung von Point Reyes Lighthouse erfolgte 1938. Ein Jahr später wurden die Treppen auf Grundlage von Beton modernisiert.
Point Reyes Lighthouse wurde am 12. Juni 1975 von der United States Coast Guard auf unbemannten Betrieb umgestellt. Die Bausubstanz mit der Fresnel-Linse wurde an den National Park Service übereignet und durch eine automatisierte elektronische Befeuerung ersetzt, die sich nur wenige Meter unterhalb des Leuchtturms in einem kleinen Holzbau befindet. Im Leuchtturm wurde am 15. August 1977 ein Museum eröffnet, welches das Leben der Leuchtturmwärter thematisiert. Im Jahr 1980 spielte Point Reyes Lighthouse als Drehort eine wichtige Rolle im Film The Fog – Nebel des Grauens. Dort verkörperte Adrienne Barbeau die Radiomoderatorin Stevie Wayne, die den Leuchtturm als Sendestation nutzt und unerfreulichen Besuch durch rachsüchtige Geister ertrunkener Seeleute erhält. Im Film trägt der Standort den Namen Spivey Point und blickt auf die Ortschaft Antonio Bay.
Am 3. September 1991 wurde der Leuchtturm als Historic District in das National Register of Historic Places aufgenommen. 2003 wurden an Point Reyes Lighthouse und den Treppen umfangreiche Renovierungsarbeiten vorgenommen. Trotz der Abgeschiedenheit ist der Leuchtturm eine beliebte Touristenattraktion im Marin County und wird täglich von hunderten Interessierten besucht. Im November und im Frühjahr sind von dort aus Grauwale zu beobachten.

## Point Reyes Lighthouse Visitor Center
Oberhalb des Leuchtfeuers steht ein zugehöriges Besucherzentrum. Es zeigt die Geschichte des Leuchtfeuers und seit Sommer 2016 auch eine Ausstellung zu den Meeres-Ökosystemen der kalifornischen Küste.